# Безуглов, Павел Тихонович
Павел Тихонович Безуглов (12 июля 1926, Дубовязовка, Конотопский округ — 14 декабря 1956, Норильск, Красноярский край) — сапёр 136-го отдельного гвардейского сапёрного батальона 12-го гвардейского танкового корпуса 2-й гвардейской танковой армии 1-го Белорусского фронта, гвардии ефрейтор.

## Биография
Родился 12 июля 1926 года в селе Дубовязовка Конотопского района (ныне Сумской области Украины) в семье крестьянина. Русский. Член ВКП(б) с 1945 года. Окончил 7 классов.
В Красной армии с 1943 года. Участник Великой Отечественной войны с марта 1944 года.
Сапёр 136-го отдельного гвардейского сапёрного батальона гвардии ефрейтор Павел Безуглов 8 февраля 1945 года с группой саперов прорвался в тыл врага в районе города Шнайдемюль, участвовал в подрыве железнодорожного полотна.
14 февраля 1945 года в составе группы из 4 человек во время боя ударил с фланга по врагу, что способствовало успешному наступлению стрелкового подразделения.
Указом Президиума Верховного Совета СССР от 25 марта 1945 года «за образцовое выполнение заданий командования в боях с немецко-фашистскими захватчиками» гвардии ефрейтор Безуглов Павел Тихонович награждён орденом Славы 3-й степени.
17 февраля 1945 года гвардии ефрейтор Павел Безуглов при отражении контратаки близ населенного пункта Винцбарк проявил мужество и смелость, уничтожив из личного оружия 11 вражеских солдат. 18 февраля 1945 года под огнём заминировал шоссейную дорогу у населенного пункта Ястров. Указом Президиума Верховного Совета СССР от 8 апреля 1945 года «за образцовое выполнение заданий командования в боях с немецко-фашистскими захватчиками» гвардии ефрейтор Безуглов Павел Тихонович награждён орденом Славы 3-й степени.
Указом Президиума Верховного Совета СССР от 19 августа 1955 года перенаграждён орденом Славы 2-й степени.
Выполняя боевую задачу, гвардии ефрейтор Павел Безуглов 28 апреля 1945 года разведал возможность подрыва входа на одной из станций берлинского метро, ликвидировав при этом пулеметный расчет. Под огнём врага подложил заряд взрывчатки для подрыва баррикады. Был ранен, но не покинул поля боя. Указом Президиума Верховного Совета СССР от 26 мая 1945 года «за образцовое выполнение заданий командования в боях с немецко-фашистскими захватчиками» гвардии ефрейтор Безуглов Павел Тихонович награждён орденом Славы 3-й степени.
Указом Президиума Верховного Совета СССР от 19 августа 1955 года перенаграждён орденом Славы 1-й степени, став полным кавалером ордена Славы.
После войны продолжал службу в рядах Советской Армии. В 1949 году П. Т. Безуглов демобилизован. Вернулся в село Дубовязовка. Стал инспектором в ЦСУ Дубовязовского района.
С 1954 года жил в городе Норильске Красноярского края. 14 декабря 1956 года кавалер ордена Славы трёх степеней П. Т. Безуглов погиб.